# Продовжись, продовжись, чарівністе…
«Продовжись, продовжись, чарівністе…» (рос. «Продлись, продлись, очарованье…») — радянський фільм 1984 року режисера Ярополка Лапшина за мотивами повісті Валерії Перуанської «Кікімора».

## Сюжет
Дія фільму починається в червні 1984 року. Антон Миколайович Скворцов, який все життя керував колективом великого промислового підприємства, вийшов на пенсію, поховав дружину і залишився жити з дочкою, її чоловіком та дорослою онукою в належній йому великій квартирі, а недавно ще й переніс інфаркт. Він час від часу пропадає з дому, але нікому не розповідає, де ж він буває. Далі він впадає в меланхолію і лежить, не бажаючи реагувати на близьких. Лікар рекомендує відправити Антона Миколайовича в будинок ветеранів. Не витримавши, Антон Миколайович втікає з дому і їде на екскурсію по Москві. В екскурсійному автобусі він знайомиться з Анною Костянтинівною, яка теж тільки що вийшла на пенсію. Ця зустріч перевертає все його життя. Вони починають проводити час разом, відвідують його дачу. Сусідка розповідає їй про хитросплетіння сімейного життя героя і попереджає, що його треба берегти («…на другий інфаркт його не вистачить»). Антон Миколайович пропонує Анні Костянтинівні переїхати до нього жити. Вона сумнівається, і у відповідь запрошує його до себе на обід. На обіді він пропонує їй спільну роботу над рукописом роману, який він давно пише. Дочка досить негативно ставиться до нового захоплення батька, називаючи Анну Костянтинівну «потворою», чим доводить його до нового інфаркту. В кінці герой помирає.

## У ролях
- Олег Єфремов —  Антон Миколайович Скворцов
- Ія Саввіна —  Анна Костянтинівна Шаригіна
- Алефтіна Євдокимова —  Тетяна, дочка Скворцова
- Леонід Кулагін —  лікар  (озвучує  Олександр Бєлявський)
- Марина Яковлєва —  Люба, внучка Скворцова
- Ніна Архипова —  Олена Георгіївна, сусідка Скворцова по дачі
- Борис Бистров —  Женя, сусід Шаригіна
- Володимир Мащенко —  Вадим, чоловік Тетяни
- Наталія Потапова —  Надя, дружина Жені
- Юрій Сорокін —  начальник Шаригіна
- Інна Ульянова —  Фаїна, подруга Шаригіна
- Борис Шувалов —  Тимофій, друг Люби
- Ірина Савіна —  Женєчка, колега Шаригіна
- Едуард Марцевич —  письменник
- Елеонора Шашкова —  Маргарита Петрівна, колега Шаригіна

## Знімальна група
- Режисер — Ярополк Лапшин
- Сценарист — Олександр Червінський
- Оператор — Сергій Гаврилов
- Композитор — Юрій Левітін
- Художник — Юрій Істратов